# Ambassade de France au Mozambique
L'ambassade de France au Mozambique est la représentation diplomatique de la République française auprès de la république du Mozambique et du Royaume du Swaziland. Elle est située à Maputo, la capitale du Mozambique, et son ambassadeur est, depuis 2022, Yann Pradeau.

## Ambassade
L'ambassade est située à Maputo, la capitale mozambicaine qui se trouve à une cinquantaine de kilomètres de la frontière avec le Swaziland. Elle accueille aussi une section consulaire.

## Ambassadeurs de France au Mozambique et au Swaziland
| De   | À    | Ambassadeur       |
| ---- | ---- | ----------------- |
| 1976 | 1977 | François Scheer   |
| 1977 | 1981 | Paul Blanc        |
| 1981 | 1984 | Bernard Boyer     |
| 1984 | 1987 | Gérard Serre      |
| 1987 | 1990 | Gérard Cros       |
| 1990 | 1993 | Daniel Jouanneau  |
| 1993 | 1995 | Robert Puissant   |
| 1995 | 1998 | Didier Destremau  |
| 1998 | 2002 | Bernadette Lefort |
| 2002 | 2005 | Louise Avon       |
| 2005 | 2009 | Thierry Viteau    |
| 2009 | 2012 | Christian Daziano |
| 2012 | 2015 | Serge Ségura      |
| 2015 | 2019 | Bruno Clerc       |
| 2019 | 2022 | David Izzo        |
| 2022 | auj. | Yann Pradeau      |

L'ambassadeur de France au Mozambique est aussi accrédité auprès du Swaziland depuis 1976. Entre 1970 et 1976, c'est l'ambassadeur de France en Zambie qui était accrédité auprès du Swaziland, à savoir Édouard Hutt de 1970 à 1972 et Gérard Le Saige de la Villesbrunne de 1972 à 1976.

## Consulats
Outre la section consulaire de Maputo, il existe un consul honoraire exerçant à Beira.

### Communauté française
Au 31 décembre 2016, 618 Français sont inscrits sur les registres consulaires au Mozambique.
| 2001 | 2002 | 2003 | 2004 |
| ---- | ---- | ---- | ---- |
| 349  | 377  | 408  | 425  |

| 2005 | 2006 | 2007 | 2008 |
| ---- | ---- | ---- | ---- |
| 371  | 362  | 391  | 392  |

| 2009 | 2010 | 2011 | 2012 |
| ---- | ---- | ---- | ---- |
| 436  | 457  | 468  | 444  |

| 2013 | 2014 | 2015 | 2016 |
| ---- | ---- | ---- | ---- |
| 515  | 516  | 564  | 618  |

| 2017 | 2018 | 2019 | 2020 |
| ---- | ---- | ---- | ---- |
| 611  | 577  | 570  | 584  |

| 2021 | - | - | - |
| ---- | - | - | - |
| 583  | - | - | - |

### Circonscriptions électorales
Depuis la loi du 22 juillet 2013 réformant la représentation des Français établis hors de France avec la mise en place de conseils consulaires au sein des missions diplomatiques, les ressortissants français d'une circonscription recouvrant l'Afrique du Sud, le Botswana, le Mozambique et la Namibie élisent pour six ans trois conseillers consulaires. Ces derniers ont trois rôles : 
1. ils sont des élus de proximité pour les Français de l'étranger ;
2. ils appartiennent à l'une des quinze circonscriptions qui élisent en leur sein les membres de l'Assemblée des Français de l'étranger ;
3. ils intègrent le collège électoral qui élit les sénateurs représentant les Français établis hors de France.

Pour l'élection à l'Assemblée des Français de l'étranger, le Mozambique et le Swaziland appartenaient jusqu'en 2014 à la circonscription électorale de Johannesburg, comprenant aussi l'Afrique du Sud,  le Botswana, le Malawi, la Namibie, la Zambie et le Zimbabwe, et désignant un siège. Le Mozambique et le Swaziland appartiennent désormais à la circonscription électorale « Afrique centrale, australe et orientale » dont le chef-lieu est Libreville et qui désigne cinq de ses 37 conseillers consulaires pour siéger parmi les 90 membres de l'Assemblée des Français de l'étranger.
Pour l'élection des députés des Français de l’étranger, le Mozambique et le Swaziland dépendent de la 10e circonscription.